# Diego Castro
Diego Castro Barbosa (Salvador, 14 de setembro de 1992), é advogado e deputado estadual eleito pelo estado da Bahia. É filiado ao Partido Liberal (PL).
Diego Castro é um político brasileiro, nascido em 14 de setembro de 1992, em Salvador, Bahia. Ele é advogado e técnico em edificações. Foi eleito deputado estadual pela Bahia nas eleições de 2022 e está filiado ao Partido Liberal (PL). Atualmente, Diego Castro atua como vice-líder do PL na Assembleia Legislativa da Bahia e é conservador.
Recentemente, ele assumiu a presidência da Comissão de Segurança Pública da Assembleia Legislativa da Bahia. Anteriormente, também ocupou o cargo de vice-presidente da Comissão de Direitos Humanos e Segurança Pública.
Diego Castro se identifica como cristão e tem uma forte ligação com o presidente Jair Bolsonaro. Ele também preside o grupo "Bahia Direita". Durante as eleições, não declarou bens pessoais.
Antes de sua atuação política, Diego Castro teve uma trajetória destacada em diversas áreas:
- Atuação Social: Aos 12 anos, fundou um projeto social no bairro do Cabula, em Salvador, utilizando o futebol e o evangelismo Cristão para resgatar crianças carentes do mundo das drogas. Aos 16 anos, seu projeto atendia cerca de 88 jovens e suas famílias. <ref>http://diegocastroba.com.br/</ref>
- Atuação Política e Conservadora: Foi o primeiro presidente de Grêmio Estudantil de direita do estado da Bahia em 2011, no Colégio Estadual Severino Vieira, sendo pioneiro nos movimentos de rua de direita no estado. Representou o Brasil em intercâmbios internacionais, como no Chile, onde foi elogiado pelo ex-presidente Sebastián Piñera. Além disso, idealizou e liderou uma organização internacional conservadora na América Latina, presente em 16 países, e foi reconhecido por figuras como o então vice-presidente de Honduras, Ricardo Álvarez, e a conselheira do comitê de campanha do presidente Donald Trump, Elisa Slider. A sua atuação internacional foi reconhecida recentemente com o convite para o deputado Diego Castro participar da Celebração de Posse do 47º presidente dos Estados Unidos da América, Donald Trump Jr.
- Atuação Jurídica: Foi advogado do escritório Biset, Castro e Matos Advogados Associados de 2019 a 2022.